# Tekarakan
Tekarakan ist ein Ort mit einer Landfläche von 0,13 km² auf dem Marakei-Atoll in den zum Inselstaat Kiribati gehörenden Gilbertinseln im Pazifischen Ozean. 2020 hatte der Ort 368 Einwohner.

## Geographie
Tekarakan liegt im Südwesten von Marakei in der Nähe der südwestlichen Ecke des Atolls. Im Norden schließt sich jenseits des von der Nei-Keina-Brücke überquerten westlichen Lagunenzugangs Buota an. Im Ort gibt es ein traditionelles Versammlungshaus (Tekarakan Maneaba) sowie die Tekarakan Church und die All Nations Church – Marakei.

## Klima
Das Klima ist tropisch heiß, wird jedoch von ständig wehenden Winden gemäßigt. Ebenso wie die anderen Orte des Marakei-Atolls wird Tekarakan gelegentlich von Zyklonen heimgesucht.